# Hialina hrustančevina
Hialina hrustančevina je tip hrustančevine steklastega videza, ki ga gradi zlasti homogena medceličnina s kolagenskimi vlakni.  Nahaja se na rebrih, grlu, sapniku, večjih sapnicah in sklepnih površinah.
Med razvojem gradi večino skeleta kot prehodni hrustanec, ki pozneje pokosteni. Slabo se obnavlja in propada z leti. 